# محافظة تين زانغ
محافظة تين زانغ  ( بالفيتنامية : Tiền Giang ) هي إحدى محافظات فيتنام. وتقع في دلتا ميكونغ.

## روابط إضافية
- Website Tien Giang
- Tien Giang News نسخة محفوظة 21 يوليو 2008 على موقع واي باك مشين.
- Tien Giang Times